# Calea ferată forestieră Crăcăoani
Calea ferată forestieră Crăcăoani a reprezentat un sistem de căi ferate forestiere cu ecartament îngust situate în bazinele Cracăului Alb și Cracăului Negru în județul Neamț, construit între 1888-1891 cu scopul de asigura transportul lemnului de la exploatările forestiere din zonă către fabrica de cherestea de la Cracăul Negru. Structura și ecartamentul acestui sistem au variat de-a lungul timpului.
Acest sistem fost desființat și dezafectat treptat între anii 1950-1962.

## Construcție
În anul 1880 a fost construită la Cracăul Negru o fabrică de cherestea, aceasta urmând să prelucreze lemnul exploatat în zonă.
Între 1888-1891, respectiva fabrică a construit o cale ferată forestieră cu șine de lemn, pentru a putea transporta buștenii de pe văile Cracăului Negru, Cracăului Alb, Boulețului Mic și  Boulețului Mare.
Pe o platformă realizată prin mici lucrări de terasare, în special nivelări de teren, se așezau la 1,5-2 m traverse de lemn, pe care se fixau șinele. Acestea erau realizate  din rigle cu secțiunea 6/8-8/12 cm, sau din lemn rotund de 13-18 cm diametru. Pe drumurile cu șine de lemn se deplasau vehicule glisante (goange) sau cu roți, trase de cai la cursele în gol (în rampă), sau la cele în plin, acolo unde erau pantele mici. Acolo unde erau pante suficient de mari, vehiculele se deplasa gravitațional.

## Exploatare
Calea ferată, cu un ecartament de 800 mm și un total de 29 km, avea următoarele trasee:
- Magazia–Mitocu Bălan–Vaca, pe valea Cracăului Alb, în lungime de 13 km

- Mitocu Bălan–valea Boulețului–valea Boulețului Mic, în lungime de 6 km

- Valea Boulețului–valea Boulețului Mare, în lungime de 1 km

- Magazia–Cracăul Negru–valea Cracăului Negru, în lungime de 9 km

În anul 1948 linia a fost naționalizată, trecând în administrarea IFET Piatra Neamț. În perioada 1950-1953 ecartamentul a fost schimbat de la 800 mm la 760 mm și au fost desființați 11 km de linie, porțiunea respectivă fiind dezafectată până în anul 1956.
Au rămas să funcționeze doar traseul de 9 km de pe valea Cracăului Negru și cel de 1km pe  valea Boulețului Mare, precum și 1 km de pe valea Boulețului Mic. Aceste trasee au fost treptat desființate și ele, în perioada 1959-1962.
Locomotivele care au deservit linia au fost de tip Henschel, model din 1910.